# Мосби, Бернис
Бернис Тайрон Мосби (англ. Bernice Tyrone Mosby; род. 14 февраля 1984 года, Эйвон-Парк, штат Флорида, США) — американская профессиональная баскетболистка, выступавшая в женской национальной баскетбольной ассоциации. Она была выбрана на драфте ВНБА 2007 года в первом раунде под шестым номером командой «Вашингтон Мистикс». Играет на позиции лёгкого форварда. В настоящее время выступает за израильскую команду «Маккаби Хайфа».

## Ранние годы
Бернис Мосби родилась 14 февраля 1984 года в городе Эйвон-Парк, Флорида, дочь Глории Джин Браун, у неё есть три брата, Дэн, Тайрон и Гас, и три сестры, Аманда, Мэйбл и Дженнифер, училась она немного северо-западнее, в городе Бруксвилл, в средней школе Эрнандо, в которой выступала за местную баскетбольную команду.